# یواس‌اس ترنر (دی‌دی-۶۴۸)
یواس‌اس ترنر (دی‌دی-۶۴۸) (به انگلیسی: USS Turner (DD-648)) یک کشتی بود که طول آن ۳۴۸ فوت ۳ اینچ (۱۰۶٫۱۵ متر) بود. این کشتی در سال ۱۹۴۳ ساخته شد.